# Insieme: grandi amori
Insieme: grandi amori è un singolo del cantautore italiano Francesco Renga, pubblicato il 22 maggio 2020.

## Video musicale
Il videoclip, diretto da Fabrizio Conte e girato a Sarnico sul lago d'Iseo, è stato pubblicato il 29 maggio 2020 sul canale Vevo-YouTube del cantante.